# Liste des députés de la législature 2025-2029 du Landtag du Liechtenstein
Cet article dresse la liste des députés de la législature 2025-2029 du Landtag du Liechtenstein issus des élections du 9 février 2025. La législature dure jusqu'en 2029. La séance d'ouverture du Landtag est prévu le 20 mars 2025, puis reportée au 10 avril.

## Méthodologie
La répartition politique des députés siégeant au Landtag reflète les résultats électoraux, mais leur représentation géographique est prédéterminée : parmi les 25 députés, 15 viennent de la circonscription de l'Oberland et 10 de la circonscription de l'Unterland.

## Groupes politiques
|                  |                                  |                  |                                                                                   |        |
| Parti            | Parti                            | Parti            | Idéologie                                                                         | Sièges |
|                  | Union patriotique                | VU               | Démocratie chrétienne Libéral-conservatisme                                       | 10     |
|                  | Parti progressiste des citoyens  | FBP              | Conservatisme National-conservatisme Libéralisme économique Démocratie chrétienne | 7      |
|                  | Démocrates pour le Liechtenstein | DpL              | National-conservatisme Libéralisme économique Euroscepticisme                     | 6      |
|                  | Liste libre                      | FL               | Social-démocratie Politique écologique                                            | 2      |
| Total des sièges | Total des sièges                 | Total des sièges | Total des sièges                                                                  | 25     |

## Liste des députés
| Titulaire                   | Parti | Parti | Circonscription | Remarques       |  |
| --------------------------- | ----- | ----- | --------------- | --------------- |  |
| Dagmar Bühler-Nigsch        |       | VU    | Oberland        |                 |  |
| Sebastian Gassner           |       | FBP   | Oberland        |                 |  |
| Manuela Haldner-Schierscher |       | FL    | Oberland        |                 |  |
| Carmen Heeb-Kindle          |       | VU    | Oberland        | Nouveau         |  |
| Manfred Kaufmann            |       | VU    | Oberland        | Président       |  |
| Marion Kindle-Kühnis        |       | DpL   | Oberland        | Nouveau         |  |
| Bettina Petzold-Mähr        |       | FBP   | Oberland        |                 |  |
| Thomas Rehak                |       | DpL   | Oberland        |                 |  |
| Daniel Salzgeber            |       | FBP   | Oberland        | Nouveau         |  |
| Daniel F. Seger             |       | FBP   | Oberland        |                 |  |
| Martin Seger                |       | DpL   | Oberland        | Nouveau         |  |
| Roger Schädler              |       | VU    | Oberland        | Nouveau         |  |
| Joachim Vogt                |       | DpL   | Oberland        | Nouveau         |  |
| Thomas Vogt                 |       | VU    | Oberland        |                 |  |
| Christoph Wenaweser         |       | VU    | Oberland        |                 |  |
|                             |       |       |                 |                 |  |
| Tanja Cissé                 |       | VU    | Unterland       | Nouveau         |  |
| Sandra Fausch               |       | FL    | Unterland       |                 |  |
| Dietmar Hasler              |       | VU    | Unterland       | Nouveau         |  |
| Erich Hasler                |       | DpL   | Unterland       |                 |  |
| Franziska Hoop              |       | FBP   | Unterland       | Vice-présidente |  |
| Johannes Kaiser             |       | FBP   | Unterland       |                 |  |
| Lino Nägele                 |       | FBP   | Unterland       |                 |  |
| Stefan Öhri                 |       | VU    | Unterland       | Nouveau         |  |
| Simon Schächle              |       | DpL   | Unterland       |                 |  |
| Johannes Zimmermann         |       | VU    | Unterland       | Nouveau         |  |